# Castanotherium granulatum
Castanotherium granulatum är en mångfotingart som först beskrevs av Tömösvary 1885.  Castanotherium granulatum ingår i släktet Castanotherium och familjen Zephroniidae. Inga underarter finns listade i Catalogue of Life.